# Зоммерфельд, Арнольд
Арнольд Иоганнес Вильгельм Зоммерфельд (нем. Arnold Johannes Wilhelm Sommerfeld; 5 декабря 1868, Кёнигсберг — 26 апреля 1951, Мюнхен) — немецкий физик-теоретик и математик.
Зоммерфельд получил ряд важных результатов в рамках «старой квантовой теории», предшествовавшей появлению современной квантовой механики: обобщил теорию Бора на случай эллиптических орбит с учётом релятивистских поправок и объяснил тонкую структуру спектров водородного атома, построил квантовую теорию нормального эффекта Зеемана, установил ряд спектроскопических закономерностей, ввёл главное, азимутальное, магнитное и внутреннее квантовые числа и соответствующие правила отбора.
Кроме того, Зоммерфельд развил полуклассическую теорию металлов, занимался проблемами классической электродинамики (дифракция и распространение электромагнитных волн), электронной теории, специальной теории относительности, гидродинамики и инженерной физики, математической физики. Он основал крупную мюнхенскую школу теоретической физики, создал ряд учебников по этой дисциплине.

## Биография

### Образование и начало научной карьеры (1868—1906)
Арнольд Зоммерфельд родился 5 декабря 1868 года в Кёнигсберге (Восточная Пруссия) в семье практикующего врача Франца Зоммерфельда (1820—1906), который в свободное время увлекался наукой и коллекционированием различных природных объектов (минералы, янтарь, насекомые и так далее), и Сесиль Маттиас (Cäcile Matthias, 1839—1902). В гимназии (Altstädtisches Gymnasium), куда юный Арнольд поступил в 1875 году, он одинаково хорошо учился по всем предметам, причём отдавал предпочтение скорее литературе и истории, нежели естественным наукам. В 1886 году, после сдачи заключительных экзаменов (Abitur), Зоммерфельд поступил в Кёнигсбергский университет, являвшийся в то время одним из крупнейших научных центров Германии. После некоторых колебаний молодой человек решил изучать математику, которую на факультете преподавали такие известные учёные, как Фердинанд фон Линдеман, Адольф Гурвиц и Давид Гильберт. Поначалу интересы Зоммерфельда были сконцентрированы на абстрактной математике, однако знакомство со студентом Эмилем Вихертом, который был на семь лет старше его, привлекло внимание Арнольда к теоретической физике, в частности к максвелловской электродинамике, получившей в то время подтверждение в опытах Генриха Герца.
В 1891 году Зоммерфельд защитил в Кёнигсберге докторскую диссертацию на тему «Произвольные функции в математической физике» (Die willkürlichen Functionen in der mathematischen Physik). В 1892 году он сдал экзамен на право работать преподавателем гимназии, после чего отправился на годичную военную службу. Не желая быть простым школьным учителем, в октябре 1893 года он прибыл в Гёттинген, где стал ассистентом профессора Минералогического института Теодора Либиша, с которым был знаком по Кёнигсбергу. Однако интересы Зоммерфельда по-прежнему касались математики и математической физики, а его обязанности в институте, которые он называл «минералогическим убийством времени», наводили на него тоску. Вскоре он попал под влияние знаменитого гёттингенского математика Феликса Клейна, лекции которого посещал, и в 1894 году стал его ассистентом с обязанностью вести запись лекций профессора для нужд студентов. Педагогические методы Клейна оказали большое влияние на последующую преподавательскую деятельность Зоммерфельда. Кроме того, Клейн стимулировал интерес молодого учёного к прикладным и эмпирическим наукам, которые, по мнению наставника, могли быть обогащены математическими методами. Решение физических проблем постепенно становилось главным занятием Зоммерфельда.
В 1896 году Зоммерфельд закончил работу «Математическая теория дифракции» (Mathematische Theorie der Diffraction), которая стала основанием для присуждения ему звания приват-доцента математики (хабилитация). В Гёттингене он читал лекции по различным разделам математики, в том числе по теории вероятностей и дифференциальным уравнениям в частных производных. В 1897 году Зоммерфельд стал профессором Горной академии в Клаустале, где преподавал в основном элементарную математику. В следующем году по предложению Клейна он занялся редактированием пятого (физического) тома «Математической энциклопедии» (Encyklopädie der mathematischen Wissenschaften) и в течение многих лет (до второй половины 1920-х годов) уделял значительное внимание этой деятельности. Эта обязанность сыграла большую роль в превращении его в физика-теоретика, а также способствовала его знакомству с такими выдающимися учёными, как Людвиг Больцман, Хендрик Лоренц, лорд Кельвин. В 1897 году Зоммерфельд женился на Йоханне Хёпфнер (Johanna Höpfner), дочери Эрнста Хёпфнера, куратора Гёттингенского университета. В последующие годы у них родилось четверо детей — три сына и дочь.
В конце 1890-х годов математика по-прежнему представляла основной интерес для Зоммерфельда, который надеялся получить профессорское место по этой дисциплине. В 1899 году представился удобный случай: освободилась кафедра геометрии в Гёттингене. Однако предпочтение было отдано другому ученику Клейна — Фридриху Шиллингу. В 1900 году Зоммерфельд был приглашён на пост профессора технической механики в Высшей технической школе в Ахене, где был вынужден много заниматься техническими задачами и консультировать инженеров по математическим вопросам. Эта деятельность вполне соответствовала клейновской идее о сближении математики и прикладных дисциплин, которую Зоммерфельд полностью поддерживал. Благодаря этому ему удалось успешно противостоять традиционному недоверию, с которым учёные инженерных специальностей относились в то время к чистым математикам.
В 1902 году имя Зоммерфельда было в списке кандидатов на должность профессора теоретической физики Лейпцигского университета, однако в тот момент его посчитали скорее математиком, чем физиком. Такое отношение быстро менялось в последующие годы по мере того, как Зоммерфельд всё больше вторгался на территорию физических теорий и заводил близкие знакомства с такими представителями физического сообщества, как Хендрик Лоренц, Вильгельм Вин, Фридрих Пашен. Когда в 1905 году Зоммерфельд получил предложение занять должность профессора математики и механики в Берлинской горной академии, он ответил отказом, поскольку уже считал себя скорее физиком, чем математиком.

### Профессор в Мюнхене (1906—1951)
В 1906 году Зоммерфельд принял предложение занять кафедру теоретической физики Мюнхенского университета, которая оставалась свободной с 1894 года, после ухода Людвига Больцмана. Это назначение поддержали Лоренц, Больцман и Рентген, в то время профессор экспериментальной физики в Мюнхене. Зоммерфельд оставался на этом посту более тридцати лет, несмотря на престижные приглашения из Вены (1916) и Берлина (1927). В Мюнхене он читал лекции по различным направлениям теоретической физики, организовал регулярный семинар, получивший широкую известность в научном мире, создал крупную научную школу, из которой вышли многие известные физики-теоретики. Кроме того, в Институте теоретической физики, который он возглавлял, имелись некоторые экспериментальные возможности, а Зоммерфельд одновременно являлся «куратором» (Kurator) Баварской академии наук с обязанностью заботиться о научном оборудовании, находившемся в её распоряжении. Поэтому, хотя сам профессор не занимался экспериментированием, он поддерживал своих учеников в стремлении проводить научные опыты. В 1917 году Зоммерфельду был присвоен титул тайного советника (Geheimrat).
Жизнь в Мюнхене прерывалась несколькими длительными путешествиями: в 1922—1923 годах Зоммерфельд работал в Висконсинском университете в качестве приглашённого профессора (Carl Schurz professor), в 1926 году посетил с лекциями Великобританию (Оксфорд, Кембридж, Эдинбург, Манчестер), в 1928—1929 годах совершил кругосветное путешествие с лекционными остановками в США (Калифорнийский технологический институт), Японии, Китае и Индии, в дальнейшем был с визитами в Венгрии, СССР, Франции, Италии и США. Зоммерфельд рассматривал эти поездки как своеобразную культурную миссию, направленную на распространение влияния немецкой науки в мире и на установление с научными организациями других стран связей, которые были разрушены во время Первой мировой войны. Важность этой «посольской» деятельности признавали его коллеги и государство. Так, его кругосветное путешествие проходило при поддержке отдела культуры министерства иностранных дел и финансировалось Чрезвычайной ассоциацией немецкой науки.
Несмотря на большой авторитет и достижения в области квантовой теории атома, Зоммерфельд так и не был награждён Нобелевской премией, хотя в период с 1917 по 1951 год выдвигался на неё почти ежегодно в общей сложности 84 раза. Трижды он номинировался вместе с теми, кто в результате получал награду: с Максом Планком и Альбертом Эйнштейном (1918), Нильсом Бором (1920 и 1922), Джеймсом Франком (1925). Сам Зоммерфельд, до которого доходили различные слухи (например, о соперничестве со стороны Бора), болезненно воспринимал игнорирование Нобелевским комитетом его кандидатуры и писал в одном из писем, что единственно справедливым было вручить ему премию в 1923 году, сразу после Бора. К началу 1930-х годов основные достижения немецкого учёного — работы по «старой квантовой теории» (развитие боровской модели атома) — уже не привлекали былого интереса. Как ныне известно из нобелевских архивов, подлинной причиной неудач Зоммерфельда была критика стиля и методологии его работ со стороны члена Нобелевского комитета Карла Озеена.
Обострение политической ситуации в Германии непосредственно отразилось на судьбе Зоммерфельда. Хотя он придерживался патриотических убеждений как в юности, когда состоял в студенческом братстве, так и во время Первой мировой войны, в 1927 году его сочли недостаточно националистически настроенным, чтобы занять пост ректора Мюнхенского университета. Как сторонник Немецкой демократической партии и приверженец международного научного сотрудничества, он был забаллотирован на выборах, и должность досталась представителю правых кругов. В 1935 году, по достижении предельного возраста, Зоммерфельд должен был уйти в отставку с профессорского поста. В качестве своего преемника он видел Вернера Гейзенберга, одного из лучших своих учеников, однако эта кандидатура вызвала сильное сопротивление со стороны представителей так называемой «арийской физики». В итоге пожилой учёный был вынужден продлить свою преподавательскую карьеру ещё на несколько лет, пока в 1940 году власти не утвердили на эту должность сторонника «арийской физики» — Вильгельма Мюллера, «худшего из возможных преемников», по признанию самого Зоммерфельда. Мюллер отзывался о своём предшественнике как о «главном пропагандисте еврейских теорий». Весной 1941 года он предпринял попытку изгнать Зоммерфельда из Института теоретической физики. Тот обратился за поддержкой к своему другу Людвигу Прандтлю, специалисту по аэродинамике, находившемуся в контакте с Германом Герингом; были также задействованы председатель Немецкого физического общества Карл Рамзауэр и главный физик компании «Карл Цейсс» Георг Йоос. Исход дела был решён в пользу Зоммерфельда, что окончательно подорвало влияние «арийской физики».
Лишь после Второй мировой войны пост профессора теоретической физики в Мюнхене перешёл к достойному кандидату — Фридриху Боппу. В последние годы жизни Зоммерфельд занимался подготовкой к изданию своих лекций по теоретической физике. Эта работа была прервана в начале апреля 1951 года уличным происшествием: во время прогулки со своими внуками престарелый учёный был сбит автомобилем, получил серьёзные повреждения и спустя несколько недель, 26 апреля, скончался. Последний, неоконченный том его лекций, посвящённый термодинамике, был доработан и издан его учениками Боппом и Йозефом Мейкснером. Зоммерфельд был похоронен на Северном кладбище Nordfriedhof в северной части Мюнхена. Имя учёного носит основанный в 2004 году Центр теоретической физики при Мюнхенском университете, а также здание (Arnold-Sommerfeld-Haus на Amalienstrasse в Мюнхене), в котором располагается Международный центр науки.

## Научная школа
Характеризуя Зоммерфельда как учёного, известный физик Макс Борн писал:

Если различие между математической и теоретической физикой имеет какое-либо значение, то Зоммерфельд определённо относится к математической стороне. Его талант заключался не столько в предсказании новых фундаментальных принципов по внешне незначительным признакам или бесстрашном соединении двух разных областей явлений в высшее целое, но в логическом и математическом проникновении в установленные или проблематичные теории и выводе следствий, которые могли бы привести к их подтверждению или отклонению. Более того, в свой поздний, спектроскопический период он развил дар предсказания или угадывания математических соотношений из экспериментальных данных.
Оригинальный текст (англ.)If the distinction between mathematical and theoretical physics has any significance its application to Sommerfeld ranges him decidedly in the mathematical section. His gift was not so much the divination of new fundamental principles from apparently insignificant indications or the daring combination of two different fields of phenomena into a higher unit, but the logical and mathematical penetration of established or problematic theories and the derivation of consequences which might lead to their confirmation or rejection. Yet it is true that in his later, spectroscopic period, he developed a gift for the divining or guessing of mathematical relations from experimental data.
— M. Born. Arnold Johannes Wilhelm Sommerfeld // Obituary Notices of the Fellows of the Royal Society. — 1952. — Vol. 8. — P. 282.
Упор на решение конкретных проблем, имеющих непосредственную связь с экспериментом, а не на получение новых теорий из общих принципов, был в целом характерен и для научной школы Зоммерфельда и во многом предопределил её развитие. Проблемный подход оказался чрезвычайно успешным с педагогической точки зрения, позволив Зоммерфельду воспитать целую плеяду крупных физиков-теоретиков. Такой подход позволял не ограничиваться в выборе тем, которые он мог предложить своим ученикам для анализа и которые относились к самым разным отделам физики, в том числе экспериментальной. Кроме того, отношения Зоммерфельда с учениками были необычны для немецкого профессора того времени: он приглашал студентов к себе домой, устраивал неформальные собрания и выезды на природу по выходным. Это позволяло более свободно обсуждать исследовательские проблемы и способствовало росту привлекательности Мюнхена для молодых физиков. Желание учиться у Зоммерфельда выражали даже Альберт Эйнштейн (1908) и Пауль Эренфест (1911), уже сложившиеся к тому времени учёные. Частью процесса воспитания новых теоретиков был еженедельный семинар, который посещали все студенты Зоммерфельда и на которых разбирались результаты из свежей научной литературы. Как вспоминал американский физик Карл Эккарт, проходивший стажировку у Зоммерфельда,

Безусловно, он был великим учителем. Его основным методом было казаться глупее, чем любой из нас, и это, конечно, побуждало каждого из нас «объяснить господину тайному советнику». Он, конечно, не был так глуп, как притворялся, но у него не было запрета на то, чтобы выглядеть глупым. Иногда казалось, что он всячески старался не понимать и таким образом заставлял тебя выражаться яснее.
Оригинальный текст (англ.)He was, of course, a very great teacher. His principal technique was to appear dumber than any of us, and this of course spurred everyone on “to explain to the Herr Geheimrat”. He certainly was not as dumb as he pretended to be, but he had no inhibitions about appearing dumb. Sometimes it seemed that he went out of his way to misunderstand and thus force you to become clearer.
— Цит. по L. H. Hoddeson, G. Baym. The Development of the Quantum Mechanical Electron Theory of Metals: 1900—28 // Proc. Roy. Soc. London A. — 1980. — Vol. 371. — P. 15—16.
Первым учеником мюнхенской школы теоретической физики стал Петер Дебай, который был ассистентом Зоммерфельда ещё в Ахене и последовал за своим учителем в баварскую столицу. В период до Первой мировой войны докторские диссертации под руководством Зоммерфельда защитили также Людвиг Хопф, Вильгельм Ленц, Пауль Петер Эвальд, Пауль Эпштейн, Альфред Ланде. После войны основной тематикой исследований в Мюнхене стала квантовая теория строения атома, первостепенную роль в развитии которой сыграли ученики Зоммерфельда Вернер Гейзенберг и Вольфганг Паули. Среди прочих выходцев из научной школы такие учёные, как Ханс Бете, Альбрехт Унзольд, Вальтер Гайтлер, Грегор Венцель, Гельмут Хёнль, Эрвин Фюс, Отто Лапорт, Герберт Фрёлих. В Мюнхене стажировались молодые физики из разных стран мира, в том числе Лайнус Полинг, Исидор Раби и другие. Альберт Эйнштейн в письме Зоммерфельду (1922) так охарактеризовал его научно-педагогический талант:

Что меня особенно восхищает в Вас — это огромное число юных талантов, которых Вы выпестовали как будто из земли. Это нечто совершенно исключительное. У Вас, по-видимому, особое умение облагораживать и активизировать ум своих слушателей.
Оригинальный текст (нем.)Was ich an Ihnen besonders bewundere ist, dass Sie eine grosse Zahl junger Talente wie aus dem Boden gestampft haben. Das ist etwas ganz Eigenartiges. Sie müssen eine Gabe haben, die Geister Ihrer Hörer zu veredeln und zu aktivieren.
— Из переписки Зоммерфельда с Эйнштейном // А. Зоммерфельд Пути познания в физике. — М.: Наука, 1973. — С. 231.

## Научная деятельность

### Математическая физика
Первой задачей, к которой обратился молодой Зоммерфельд (1889), стала проблема теплопроводности. Поводом явился конкурс на соискание премии Кёнигсбергского физико-экономического общества за лучший анализ температурных измерений, которые проводились на различных глубинах под поверхностью земли на метеорологической станции в Ботаническом саду. Для проведения вычислений Зоммерфельд и Эмиль Вихерт создали в Институте теоретической физики при Кёнигсбергском университете гармонический анализатор, независимо придя к конструкции прибора, предложенной в своё время лордом Кельвином. Эта работа была лишь частично успешной из-за несовершенства созданного прибора, а теоретическое рассмотрение задачи, предпринятое Зоммерфельдом, содержало существенную ошибку в постановке граничных условий уравнения теплопроводности, так что он был вынужден отозвать своё решение с конкурса. Тем не менее, применённый им математический подход (решение линейного дифференциального уравнения на некоторой римановой поверхности, методология рядов и интегралов Фурье) успешно использовался учёным впоследствии в задачах дифракции электромагнитных волн.
В диссертации на соискание докторской степени (она была написана за несколько недель и защищена в 1891 году) Зоммерфельд в первый раз обратился к математической проблеме представления произвольных функций посредством определённого набора других функций, например собственных функций уравнений в частных производных. К этой проблеме, имеющей большое значение в математической физике, он неоднократно возвращался в течение своей жизни и посвятил ей один из томов своего шеститомного курса лекций по теоретической физике. Помимо уравнений в частных производных, вниманием Зоммерфельда на протяжении всей его жизни пользовался метод интегрирования в комплексной плоскости, который в руках учёного превратился в мощный и универсальный метод решения задач из различных отделов физики. Как вспоминал о годах своего учения Вернер Гейзенберг,

Мы, студенты, часто задавались вопросом, почему Зоммерфельд придавал такое значение именно комплексному интегрированию. Это предпочтение доходило до того, что старшие товарищи по университету давали такой совет к докторской работе: «Проинтегрируйте в своей диссертации пару раз в комплексной плоскости, и положительная оценка вам обеспечена». <…> он [Зоммерфельд] увидел важное преимущество комплексного интегрирования: в определённых граничных случаях… можно было легко оценить поведение решения, причём путь интегрирования в комплексной плоскости смещался так, что именно в этом граничном случае получалось хорошо сходящееся разложение. Гибкость комплексного интегрирования проявлялась здесь как весьма хорошо действующее вспомогательное средство для нахождения приближённых формул…
— В. Гейзенберг. Влияние работ Зоммерфельда на современную физику // А. Зоммерфельд. Пути познания в физике: сб. статей. — М.: Наука, 1973. — С. 292, 294.
Ещё одним достижением Зоммерфельда в математике стал четырёхтомный труд «Теория волчка» (Die Theorie des Kreisels), написанный совместно с Феликсом Клейном, который прочитал серию лекций о гироскопах в 1895—1896 годах. Первые два тома посвящены математическим аспектам проблемы, тогда как в третьем и четвёртом, завершённых в 1910 году, рассматриваются технические, астрономические и геофизические приложения. Этот переход от чистой математики к прикладным вопросам отражал смещение научных интересов Зоммерфельда в эти годы.
В 1912 году Зоммерфельд ввёл так называемые условия излучения, которые выделяют единственное решение краевой задачи для уравнения Гельмгольца и состоят в задании асимптотического поведения искомой функции на бесконечности. Эти условия применяются в задачах о дифракции, рассеянии и отражении волн различной природы (электромагнитных, звуковых, упругих) и позволяют избавиться от решений, не имеющих физического смысла. Впоследствии условия излучения Зоммерфельда, считающиеся стандартными в математической физике, привлекли внимание чистых математиков и неоднократно модифицировались с целью расширения их области применения. Так, в 1940-е годы Вильгельм Магнус и Франц Реллих дали строгое доказательство единственности решения краевой задачи при менее жёстких требованиях к характеру решений, чем это предполагалось самим Зоммерфельдом; условия излучения также нашли применение при решении других (более общих) задач.

### Электродинамика и распространение волн
К 1892 году относится первая работа Зоммерфельда, посвящённая электромагнитной теории. В ней он попытался дать механическую трактовку уравнений Максвелла на основе модифицированной гироскопической модели эфира, предложенной в своё время лордом Кельвином. Хотя эта статья привлекла внимание Людвига Больцмана, явного успеха достигнуто не было, и Зоммерфельд в дальнейшем придерживался аксиоматического подхода к построению фундаментальных уравнений электродинамики.
В работе «Математическая теория дифракции» (1896) Зоммерфельд, воспользовавшись методом изображений на двухлистной римановой поверхности, получил первое математически строгое решение (в форме интеграла по комплексной области) проблемы дифракции электромагнитных волн на прямолинейном крае. Этот подход был более общим, чем применявшиеся ранее (например, метод Кирхгофа), и мог использоваться для решения дифференциальных уравнений из других разделов физики. Вскоре он был подхвачен Вольдемаром Фойгтом и Анри Пуанкаре и ныне считается классическим. В 1899 году Зоммерфельд обратился к задаче о распространении электромагнитных волн вдоль проводов. Эта проблема была впервые поставлена ещё Генрихом Герцем, который рассмотрел случай бесконечно тонкого провода, и представляла значительный практический интерес. Зоммерфельд получил строгое решение для электромагнитного поля как функции параметров материала провода конечного диаметра. Впоследствии он обращался и к другим прикладным задачам электродинамики, в частности исследовал сопротивление катушек при пропускании через них переменного тока. В 1909 году учёный опубликовал работу, в которой рассмотрел распространение волн, испускаемых электрическим диполем, расположенным вблизи границы раздела двух сред. Применив разработанный им метод разложения решений в ряд по бесселевым функциям комплексного аргумента, Зоммерфельд пришёл к выводу о существовании в данной задаче двух типов волн: волны первого типа распространяются в пространстве, а второго — вдоль поверхности раздела. Поскольку под границей раздела может подразумеваться поверхность земли или моря, эта работа нашла применение в актуальной в то время области беспроводной телеграфии.
В статье, написанной в 1911 году совместно с Ирис Рунге (дочерью Карла Рунге), Зоммерфельд представил метод перехода от волновой оптики к геометрической, который аналогичен методу ВКБ для задач квантовой механики. Примерно в это же время, после близкого знакомства с Рентгеном, занимавшим пост профессора экспериментальной физики в Мюнхене, Зоммерфельд заинтересовался природой рентгеновских лучей, которая оставалась ещё не вполне ясной. В нескольких работах он проанализировал данные по угловому распределению лучей, исходя из представления о тормозном механизме (Bremsstrahlung) их генерации, и получил свидетельства конечности длины волны рентгеновского излучения. В 1912 году Макс фон Лауэ, работавший тогда приват-доцентом в Институте теоретической физики в Мюнхене, обратился к Зоммерфельду с предложением проверить возможность наблюдения дифракции рентгеновских лучей при их рассеянии на кристаллах. Профессор выделил требуемое оборудование и нескольких квалифицированных экспериментаторов — своего ассистента Вальтера Фридриха и Пауля Книппинга, сотрудника Рентгена. Работа закончилась полным успехом: искомый эффект был обнаружен и стал основой новых дисциплин — спектроскопии рентгеновских лучей и рентгеноструктурного анализа. Впоследствии Зоммерфельд считал открытие дифракции рентгеновских лучей самым важным научным событием в истории своего института.
Зоммефельд продолжал заниматься теорией рентгеновского излучения непрерывного спектра (тормозного излучения) на протяжении многих лет; это направление развивали многие его ученики. Хотя первоначально он рассматривал это явление на основе классической электродинамики, решая уравнения Максвелла для электрона, быстро теряющего кинетическую энергию на некотором коротком (тормозном) пути, с начала 1910-х годов в задачу стали вводиться элементы квантовой теории. Так, в 1911 году для вычисления тормозного расстояния Зоммерфельд использовал гипотезу о том, что в процессе испускания излучения электроном теряется один квант действия. В конце 1920-х — начале 1930-х годов Зоммерфельд рассмотрел проблему в рамках нового формализма квантовой (волновой) механики, вычислив интенсивность тормозного излучения через матричные элементы оператора дипольного момента для определённым образом выбранных начальных и конечных волновых функций электрона. Подход Зоммерфельда позволил получить результаты в хорошем согласии с экспериментом и впоследствии был обобщён с учётом релятивистских эффектов и квантования электромагнитного поля, сыграв в 1930-е годы существенную роль в развитии квантовой электродинамики. Более того, как выяснилось в последующие годы, метод оказался полезным для описания процессов рассеяния не только фотонов и электронов, но и других элементарных частиц и даже таких гипотетических объектов, как частицы тёмной материи.

### Электронная теория и теория относительности
В 1904 году Зоммерфельд обратился к электронной теории, разработанной к тому времени голландцем Хендриком Лоренцем. В особенности немецкого учёного интересовала проблема движения электрона, который рассматривался как жёсткая заряженная сфера, под действием внешнего и собственного электромагнитных полей. Обобщая результаты Дж. Дж. Томсона и Макса Абрагама, которые предполагали чисто электромагнитное происхождение массы и продемонстрировали её зависимость от скорости, Зоммерфельд получил уравнения для электромагнитного поля электрона, движущегося произвольным (в том числе ускоренным) образом, вывел формулы для импульса и силы, действующей на частицу. Более того, учёный рассмотрел случай движения со скоростью, превышающей скорость света. Однако уже в следующем году, после появления работы Альберта Эйнштейна по специальной теории относительности (СТО), такая ситуация была признана невозможной. Тем не менее, особенности излучения сверхсветового электрона, предсказанные Зоммерфельдом (коническая ударная волна), много лет спустя были обнаружены в эффекте Вавилова — Черенкова.
Хотя СТО резко порывала с представлениями об эфире, на которые опиралась лоренцевская электронная теория, Зоммерфельд со временем полностью принял теорию относительности. Большую роль в этом сыграли знаменитые лекции Германа Минковского, прочитанные осенью 1908 года. В дальнейшем Зоммерфельд активно участвовал в разработке отдельных аспектов новой теории. В 1907 году он показал, что, хотя фазовая скорость волн в среде может быть больше скорости света в вакууме, это не может быть использовано для сверхсветовой передачи сигналов. В 1909 году учёный одним из первых указал на связь между теорией относительности и геометрией Лобачевского. Эта связь была использована Зоммерфельдом для анализа сложения скоростей в СТО, которое можно свести к построению треугольника на сфере с чисто мнимым радиусом (это следствие представления преобразований Лоренца поворотами на мнимые углы). При этом результат сложения в общем случае зависит от последовательности, в которой происходит суммирование скоростей. Эта некоммутативность находит отражение в явлении прецессии Томаса, предсказанном в 1926 году Люэлином Томасом и рассчитанном в 1931 году Зоммерфельдом на основе его геометрического подхода. Кроме того, работа Зоммерфельда, посвящённая сложению скоростей, была одним из первых примеров использования метода геометрической фазы (фазы Берри) в физике.
В 1910 году Зоммерфельд, впечатлённый идеей Минковского об объединении пространства и времени в единое четырёхмерное пространство, в двух больших статьях дал последовательное представление релятивистской механики и электродинамики в терминах четырёхмерной векторной алгебры и векторного анализа. В частности, он ввёл ныне широко используемые понятия «4-вектор» и «6-вектор», определил четырёхмерные аналоги дифференциальных операторов (градиент, дивергенция, ротор) и интегральных теорем (Остроградского — Гаусса, Стокса, Грина).

### Гидродинамика и прикладные работы
Во время работы в Ахене Зоммерфельд опубликовал ряд статей инженерной направленности. Их темами были гидродинамическая теория смазки (имя учёного носит одна из важных характеристических величин этой дисциплины — число Зоммерфельда), динамические аспекты прочности материалов, колебания в динамо-машинах, действие вагонных тормозов. Он сотрудничал с Августом Фёпплем и Отто Шликом в изучении резонансных явлений при колебаниях мостов и кораблей. Кроме того, Зоммерфельд консультировал судостроителей об использовании волчков для стабилизации движения кораблей, а также планировал написать вместе с железнодорожным инженером Августом фон Боррисом учебник по локомотивам (эта задумка так и осталась нереализованной).
Интерес Зоммерфельда к математическим аспектам гидродинамики возник ещё в 1890-е годы под влиянием Феликса Клейна. После переезда в Ахен одной из тем его исследований стала техническая гидравлика и, в частности, задача о течении вязкой жидкости по трубам. В связи с этим он обратил внимание на нерешённую проблему гидродинамической устойчивости, то есть на проблему о переходе между ламинарным и турбулентным течениями (этим вопросом в прежние годы занимались такие известные физики, как лорд Кельвин, лорд Рэлей и Осборн Рейнольдс). Зоммерфельду удалось существенно улучшить важную с инженерной точки зрения теорию смазки, в частности он получил аналитическое решение для случая ламинарного течения смазочного вещества между двумя твёрдыми поверхностями. Однако теоретически рассчитать условия, при которых возникает турбулентность, представлялось в то время невозможным.
В 1906 году работа Зоммерфельда по теоретическому описанию изгиба пластин и рельсов навела его на мысль об аналогичном подходе к вычислению критической скорости течения, при которой происходит переход к турбулентности. Однако математические затруднения надолго задержали прогресс в этом направлении. Не сумев получить окончательного решения, учёный решил представить метод, при помощи которого он надеялся добиться успеха, в Риме на Международном математическом конгрессе в апреле 1908 года. Рассмотрев случай плоского течения Куэтта, Зоммерфельд свёл проблему к задаче на собственные значения, из которой в принципе можно получить значения чисел Рейнольдса, соответствующие неустойчивости течения. Следует отметить, что в этой работе впервые явным образом был использован термин «число Рейнольдса». Фактически представленный подход являлся первым обобщением известного метода малых колебаний на случай вязкой жидкости. Хотя сразу никаких продвижений в решении полученных уравнений не последовало, Зоммерфельд продолжал интересоваться этой темой и предлагал её своим ученикам. Например, Людвиг Хопф в своей докторской диссертации (1909) экспериментально исследовал условия появления турбулентности при течении жидкости через открытый канал. Независимо от Зоммерфельда аналогичный подход был развит в 1907 году ирландским математиком Уильямом Орром, так что полученное ими выражение известно в теории турбулентности как уравнение Орра — Зоммерфельда. В последующие годы этот метод с переменным успехом использовался рядом учёных (Хопф, Рихард фон Мизес, Фриц Нётер, Вернер Гейзенберг и другие), однако математические сложности во многом остались непреодолёнными; также не удалось достичь полного соответствия между теорией и опытными данными.

### Квантовая теория

#### Первые работы по квантовой теории
Первая работа Зоммерфельда, посвящённая квантовой теории, появилась лишь в 1911 году. В предыдущие годы его отношение к квантовой гипотезе Макса Планка было во многом скептическим: предполагалось, что проблема излучения чёрного тела объясняется противоречивостью механических моделей физических процессов, тогда как сама электромагнитная теория должна оставаться неизменной и использоваться в качестве основы для описания явлений (в соответствии с предположением об электромагнитной природе массы заряженных частиц). Однако постепенно стала ясна неудовлетворительность такого подхода, что признал Лоренц в своём докладе, прочитанном в Риме в 1908 году: одной электромагнитной теории (и теории электронов) оказалось недостаточно, чтобы получить формулу Планка. Вскоре с этим выводом согласился и Зоммерфельд, чему также способствовало принятие им теории относительности.
В 1911 году Зоммерфельд обратился непосредственно к проблеме происхождения кванта действия — загадочной в то время постоянной Планка {\displaystyle h}. Этот интерес, по-видимому, стимулировала работа Артура Гааза, в которой была представлена одна из первых попыток связать константу Планка с параметрами атомной структуры вещества (зарядом и массой электрона). Опираясь на модель атома Дж. Дж. Томсона, Гааз получил выражение для постоянной Ридберга, которое лишь численным множителем отличалось от правильного (выведенного Нильсом Бором позже, в 1913 году). Эта работа привлекла внимание Зоммерфельда, который, признавая возможность связи между квантовой гипотезой и строением атома, возражал, однако, против попыток сведения проблемы к поиску чисто механических моделей: «Электромагнитное или механическое „объяснение“ {\displaystyle h} представляется мне столь же никчёмным и бесплодным, как и механическое „объяснение“ уравнений Максвелла». Осенью 1911 года в своём докладе на первом Сольвеевском конгрессе Зоммерфельд высказал гипотезу, что постоянная Планка не просто имеет размерность действия, но и в самом деле связана с этой величиной, а именно: в каждом элементарном процессе действие атома изменяется на величину, равную {\displaystyle h/2\pi }. При помощи этой гипотезы учёный смог объяснить фотоэффект, получив формулу Эйнштейна, то есть продемонстрировал зависимость энергии фотоэлектрона только от частоты света, но не от его интенсивности. Хотя гипотеза Зоммерфельда была вскоре отброшена, эта работа указала новый подход к трактовке квантовых явлений и сыграла значительную роль в развитии квантовой теории.

#### Обобщение теории Бора
В 1913 году Зоммерфельд заинтересовался исследованиями эффекта Зеемана, проводившимися известными спектроскопистами Фридрихом Пашеном и Эрнстом Баком, и предпринял попытку теоретического описания аномального расщепления спектральных линий на основе обобщения классической теории Лоренца. Квантовые идеи использовались только для вычисления интенсивностей компонент расщепления. В июле 1913 года была опубликована знаменитая работа Нильса Бора, содержавшая описание его атомной модели, согласно которой электрон в атоме может вращаться вокруг ядра по так называемым стационарным орбитам без излучения электромагнитных волн. Зоммерфельд был хорошо знаком с этой статьёй, оттиск которой он получил от самого автора, однако в первое время был далёк от использования её результатов, испытывая скептическое отношение к атомным моделям как таковым. Тем не менее, уже в зимнем семестре 1914—1915 годов Зоммерфельд прочитал курс лекций по теории Бора, и примерно в этот же период у него зародились мысли о возможности её обобщения (в том числе релятивистского). Задержка публикации результатов по этой теме до конца 1915 — начала 1916 года была связана с пристальным интересом Зоммерфельда к развитию общей теории относительности. Лишь после того, как Эйнштейн, прочитав рукописи своего мюнхенского коллеги, заверил его в том, что в рассмотренных задачах достаточно обычной СТО, Зоммерфельд решился направить свои статьи в печать.
Необходимость обобщения боровской теории была связана с отсутствием описания более сложных систем, чем водородный и водородоподобные атомы. Кроме того, существовали малые отклонения теории от экспериментальных данных (линии в спектре водорода не были истинно одиночными), что также требовало объяснения. Важный шаг в этом направлении был сделан Зоммерфельдом, который в 1915 году обобщил теорию атома водорода на случай электронных орбит с несколькими степенями свободы. При этом вместо единственного квантового условия (квантование момента импульса) он постулировал, что «фазовый интеграл» для каждой обобщённой координаты {\displaystyle q_{k}} и соответствующего импульса {\displaystyle p_{k}} равен целому числу ({\displaystyle n_{k}}) квантов действия, то есть
{\displaystyle \oint p_{k}dq_{k}=n_{k}h}.
Обобщённые квантовые условия такого вида, часто называемые условиями Бора — Зоммерфельда, были независимо получены Уильямом Уилсоном и Дзюном Исиварой. Однако, в отличие от этих учёных, Зоммерфельд успешно применил полученные условия к описанию атомных спектров. Первым вопросом, который он рассмотрел, стала задача о неподвижной плоской эллиптической орбите электрона в атоме водорода (две степени свободы). Записав свои квантовые условия в полярных координатах и введя азимутальное и радиальное квантовые числа (такими терминами были обозначены соответствующие числа {\displaystyle n_{k}}), Зоммерфельд получил формулу для энергии электрона на стационарной орбите. Это выражение давало те же уровни энергии, что и формула Бора для круговых орбит; энергия уровней зависела лишь от суммы азимутального и радиального квантовых чисел, названной главным квантовым числом. Далее Зоммерфельд рассмотрел атом водорода как систему с тремя степенями свободы и пришёл к выводу, что угол наклона плоскости орбиты к выбранной полярной оси может принимать дискретный набор значений. Это явление, которое получило название «пространственного квантования», должно проявлять себя при задании оси внешним образом (например, направлением магнитного поля). Квантовые условия Бора — Зоммерфельда получили обоснование в рамках теории адиабатических инвариантов (Пауль Эренфест, 1916) и были строго выведены в 1926 году, уже после создания волновой механики (в рамках приближения ВКБ).
В одном из сообщений Баварской академии наук и во второй части своей большой статьи «О квантовой теории спектральных линий» (Zur Quantentheorie der Spektrallinien, 1916) Зоммерфельд представил релятивистское обобщение задачи об электроне, движущемся вокруг ядра по эллиптической орбите, и показал, что перигелий орбиты в этом случае медленно прецессирует. Учёному удалось получить для полной энергии электрона формулу, в которую входит дополнительный релятивистский член, определяющий зависимость уровней энергии от обоих квантовых чисел по отдельности. Как следствие, спектральные линии водородоподобного атома должны расщепляться, формируя так называемую тонкую структуру, а введённая Зоммерфельдом безразмерная комбинация фундаментальных констант {\displaystyle \alpha =2\pi e^{2}/hc}, определяющая величину этого расщепления, получила название постоянной тонкой структуры. Прецизионные измерения спектра ионизированного гелия, проведённые Фридрихом Пашеном в том же 1916 году, подтвердили теоретические предсказания Зоммерфельда. Впрочем, теория оказалась не в состоянии определить значения интенсивностей компонент тонкой структуры.
Успех в описании тонкой структуры явился свидетельством в пользу как теории Бора, так и теории относительности и был с энтузиазмом принят рядом ведущих учёных. Так, в письме Зоммерфельду от 3 августа 1916 года Эйнштейн писал: «Ваши спектральные исследования относятся к самому прекрасному, что я пережил в физике. Благодаря им идея Бора становится совершенно убедительной». Планк в своей нобелевской лекции (1920) сравнил работу Зоммерфельда с теоретическим предсказанием планеты Нептун. Впрочем, некоторые физики (особенно настроенные антирелятивистски) считали результаты экспериментальной проверки теории неубедительными. Строгий вывод формулы тонкой структуры был дан Полем Дираком в 1928 году на основе последовательного квантовомеханического формализма, поэтому она часто именуется формулой Зоммерфельда — Дирака. Это совпадение результатов, полученных в рамках полуклассического метода Зоммерфельда и при помощи строгого анализа Дирака (с учётом спина!), по-разному трактовалось в литературе. Возможно, причина совпадения заключается в ошибке, допущенной Зоммерфельдом и оказавшейся очень кстати. Другое объяснение состоит в том, что в теории Зоммерфельда пренебрежение спином удачно компенсировало отсутствие строгого квантовомеханического описания.

#### Структура оптических и рентгеновских спектров
В 1916 году Зоммерфельд и независимо от него Дебай успешно использовали обобщённую боровскую теорию, переформулированную в терминах формализма Гамильтона — Якоби, для объяснения нормального эффекта Зеемана. Им удалось получить величину расщепления спектральной линии в магнитном поле в полном соответствии с классической теорией Лоренца (нормальный лоренцевский триплет), причём целочисленная величина, ответственная за этот эффект, была названа Зоммерфельдом магнитным квантовым числом. Однако интерпретировать более сложные типы расщепления (аномальный эффект Зеемана) теория была не в состоянии. Вскоре была установлена тесная связь этого эффекта с мультиплетной (тонкой) структурой спектральных линий: одиночные линии (синглеты) в магнитном поле всегда дают нормальное расщепление, тогда как компоненты мультиплетов демонстрируют аномальный эффект того или иного вида.
Зоммерфельд, не удовлетворённый существовавшими механическими моделями, обратился к классификации данных по оптическим спектрам и предложил несколько эмпирических правил. Так, в 1919 году совместно с Вальтером Косселем он сформулировал так называемый закон спектроскопического смещения, согласно которому спектр однократно ионизированного элемента имеет ту же мультиплетную структуру, что и спектр неионизированного элемента из предшествующей ячейки таблицы Менделеева. Другим правилом, призванным упорядочить многочисленные экспериментальные наблюдения, был «закон обмена»: если неионизированный элемент имеет в спектре дублет, то в спектре ионизированной формы того же элемента появится триплет. Отдельная целочисленная закономерность касалась расщепления линий в магнитном поле при аномальном эффекте Зеемана. В 1920 году, стремясь объяснить отсутствие в спектрах некоторых линий, Зоммерфельд предположил существование дополнительного квантового числа, которое назвал «внутренним квантовым числом» (по предложению Бора, оно получило обозначение {\displaystyle j}). Таким образом, каждый терм (энергетический уровень) характеризовался уже тремя квантовыми числами. Анализируя экспериментальные данные, учёный смог приписать числу {\displaystyle j} такие значения, чтобы выполнялось правило отбора {\displaystyle \Delta j=\pm 1;0}. Хотя выбор значений нового квантового числа допускал другие варианты, его введение оказалось полезным для упорядочивания спектров. Его физический смысл был прояснён в рамках «гипотезы магнитного остова», сформулированной Зоммерфельдом и Ланде. Согласно этой гипотезе, мультиплетная структура линий обусловлена своеобразным внутренним эффектом Зеемана, при котором внешний (оптический) электрон движется в магнитном поле, порождаемом ядром и внутренними электронами (атомным остовом). Этот подход позволил дать трактовку числа {\displaystyle j}, как характеристики полного момента импульса атома.
Другим источником информации о строении атома были рентгеновские спектры, анализом которых Зоммерфельд занимался с 1915 года. Исходной в его рассмотрении была идея Косселя о появлении рентгеновского излучения в результате перехода электрона на одну из внутренних орбит атома, освободившуюся в результате ионизации. Зоммерфельд изучил проблему с позиций релятивистского обобщения теории Бора, получив выражение для рентгеновских дублетов {\displaystyle L}-серии (переходы на вторую от ядра орбиталь) с учётом экранирования заряда ядра электронами на более низких орбитах. Величина этого экранирования оказалась одинаковой для тяжёлых элементов от свинца до урана, что указывало на идентичность их внутреннего строения, однако она отличалась от целого числа, что не находило объяснения в рамках используемой модели. Расчёты не позволили также выявить причину отклонений от комбинационного принципа, которые наблюдались в рентгеновских спектрах. Для решения этих проблем предлагались различные варианты размещения электронов в оболочках. В 1918 году Зоммерфельд предложил свою модель устойчивого расположения электронов, известную как «связка эллипсов» (Ellipsenverein), однако основные вопросы остались без ответа. Не принесла успеха и модель оболочек кубической формы, которой он занимался в 1919—1920 годах. Разочарованный этими неудачами, Зоммерфельд обратился к выявлению эмпирических закономерностей в рентгеновских спектрах с последующим определением уровней энергии атомов и правил отбора для квантовых переходов. Эта деятельность, осуществляемая совместно с учениками, позволила существенно продвинуться по пути классификации и упорядочения экспериментальных результатов, представляемых посредством наборов квантовых чисел. Характеризуя отказ своего учителя от модельных представлений, Вернер Гейзенберг писал:

Он любил классическую физику с её точным выводом физических результатов из заданных вполне определённых представлений, но он понимал, что в новых областях физики, в которых законы природы ещё не известны, такими методами ничего нельзя добиться. Здесь правомочным было угадывание математического описания явлений. Для этого необходимы были двоякого рода способности, которыми Зоммерфельд обладал в высокой степени: 1) точное эстетическое чувство возможных математических форм; 2) безошибочное чутьё физического ядра проблемы.
— В. Гейзенберг. Влияние работ Зоммерфельда на современную физику // А. Зоммерфельд Пути познания в физике: сб. статей. — М.: Наука, 1973. — С. 297.
Методологический приём, основанный на отказе от получения выводов из первых принципов (механических моделей) и заключавшийся в попытках непосредственного теоретического обобщения экспериментального материала в форме квантовых (целочисленных) закономерностей, оказал определённое влияние на деятельность учеников Зоммерфельда, приведшую в итоге к формулировке принципа запрета (Паули) и созданию квантовой механики (Гейзенберг). Однако далеко не все коллеги разделяли положительное мнение об этом подходе. Резкой критике его подверг Вилли Вин, назвав манипуляции Зоммерфельда с квантовыми числами не атомистикой (Atomistik), а скорее «атомной мистикой» (Atom-Mystik). Отрицательное отношение к творческому методу Зоммерфельда стало одной из причин отказа в присуждении ему Нобелевской премии по физике. Шведский физик Карл Озеен, главный противник кандидатуры немецкого учёного в Нобелевском комитете, настаивал, что основного внимания заслуживает не математический формализм, а наглядная физическая интерпретация, которой недоставало в работах Зоммерфельда. К тому же, результаты последнего не могли считаться окончательным решением проблем атомной физики, хотя и сыграли значительную роль в её развитии. Этого, по мнению Озеена, было недостаточно для присуждения премии.
Состояние исследований по квантовой теории спектров Зоммерфельд отразил в монографии «Строение атома и спектры» (Atombau und Spektrallinien), первое издание которой вышло в 1919 году и которая неоднократно переиздавалась в последующие годы, дополняясь новым материалом. Книга получила широкую известность в научных кругах и, по определению Фридриха Пашена, стала «библией» для спектроскопистов. В 1929 году был впервые издан второй том этой монографии, ставший одним из первых учебников по квантовой механике.

#### Полуклассическая теория металлов
Зоммерфельд внимательно следил за развитием квантовой механики, её формализма и пропагандировал его в своих лекциях и выступлениях, однако в дискуссиях по принципиальным вопросам новой теории и её интерпретации он участия не принимал. Его больше интересовали широкие возможности для решения конкретных задач, открывшиеся после создания Эрвином Шрёдингером волновой механики. Его позиция по этому вопросу нашла отражение в письме Эйнштейну от 11 января 1922 года: «Я могу содействовать лишь технике квантов, Вы должны построить их философию».
Уже после создания квантовой механики Зоммерфельд принял участие в становлении квантовой теории металлов. Классическая электронная теория Друде — Лоренца (1900—1905), основанная на модели идеального газа электронов, была неспособна объяснить термодинамические и магнитные свойства металлов. В конце 1926 года Вольфганг Паули успешно применил новую квантовую статистику Ферми — Дирака к описанию свободного вырожденного электронного газа и в рамках этой модели получил объяснение слабого парамагнетизма металлов. Зоммерфельд узнал об этой работе весной 1927 года, когда посетил Паули в Гамбурге, и предложил применить новый подход к проблемам, которые не могли быть решены в рамках чисто классической теории Друде — Лоренца. К осени 1927 года Зоммерфельду удалось далеко продвинуться по этому пути. Используя статистику Ферми — Дирака и применяя так называемое разложение Зоммерфельда, он вычислил удельную теплоёмкость свободного электронного газа при низких температурах, которая оказалась примерно на два порядка меньше классической, что устраняло специфические затруднения прежней теории. Далее он вывел для закона Видемана — Франца формулу, которая лучше согласовалась с экспериментом, а также дал качественное и отчасти количественное объяснение термоэлектрическим, термомагнитным и гальваномагнитным явлениям в металлах.
Этот успех и активная пропаганда Зоммерфельдом своих результатов, которые были впервые представлены на знаменитой конференции памяти Алессандро Вольты на озере Комо (сентябрь 1927 года), привлекли внимание научного сообщества к электронной теории металлов. Дальнейшее её развитие происходило как в Мюнхене, так и в других научных центрах в Германии и за рубежом. Вскоре стало ясно, что ряд важных вопросов не находит ответа в рамках полуклассической теории Зоммерфельда (её также называют теорией Друде — Зоммерфельда или Зоммерфельда — Паули). Так, не получили удовлетворительного описания температурные зависимости электрического сопротивления и постоянной Холла. Кроме того, простая модель свободных электронов носила принципиально ограниченный характер и не учитывала взаимодействие электронов между собой и с ионами кристаллической решётки. Решение всех этих проблем было найдено лишь после создания полностью квантовомеханической зонной теории металлов, основы которой заложил Феликс Блох в 1928 году. В последующие годы Зоммерфельд не внёс непосредственного вклада в развитие квантовой теории твёрдых тел, однако продолжал привлекать к ней внимание посредством лекций и статей, ориентированных на химиков, инженеров и других представителей прикладных направлений. Он также стал автором нескольких специализированных обзоров по электронной теории металлов, в том числе большой статьи для Handbuch der Physik (1933), написанной совместной с Хансом Бете (последний проделал бо́льшую часть работы). Этот обзор в течение нескольких десятилетий оставался стандартным учебником для будущих специалистов по физике твёрдого тела.

## Награды и членства
- Медаль Гельмгольца (1917)
- Медаль Маттеуччи (1924)
- Медаль Макса Планка (1931)
- Медаль Лоренца (1939)
- Медаль Эрстеда (1948)
- Член Баварской (1908), Берлинской, Гёттингенской академий наук
- Иностранный член Лондонского королевского общества (1926), Национальной академии наук США, Академии наук СССР (член-корреспондент с 1925, почётный член с 1929), Академии деи Линчеи, Индийской академии наук в Бангалоре[англ.], Королевского общества наук в Упсале[англ.], Австрийской, Венгерской и Испанской академий наук
- Почётные докторские степени университетов Ростока, Ахена, Калькутты, Афин

## Память
- В 1970 году Международный астрономический союз присвоил имя Арнольда Зоммерфельда кратеру на обратной стороне Луны.
- В честь А. Зоммерфельда названа малая планета «Зоммерфельд», открытая немецкими астрономами Ф. Бёрнгеном и Л. Шмаделем 10 октября 1990 года[83].

## Сочинения
- F. Klein, A. Sommerfeld. Theorie des Kreisels. — Leipzig: Teubner, 1897—1910. — Bd. 1—4.
- A. Sommerfeld. Three lectures on atomic physics. — London: Methuen, 1926.
- A. Sommerfeld. Lectures on wave mechanics. — Calcutta, 1929.
- «Лекции по теоретической физике» (Vorlesungen über theoretische Physik):
  - A. Sommerfeld. Band 1: Mechanik. — 4 Auf. — Wiesbaden: Dieterich'sche Verlagsbuch, 1949. Русский перевод: A. Зоммерфельд. Механика. — М.: Изд-во иностр. лит-ры, 1947.
  - A. Sommerfeld. Band 2: Mechanik der deformierbaren Medien. — 2 Auf. — Wiesbaden: Dieterich'sche Verlagsbuch, 1949. Русский перевод: A. Зоммерфельд. Механика деформируемых сред. — М.: Изд-во иностр. лит-ры, 1954.
  - A. Sommerfeld. Band 3: Elektrodynamik. — Wiesbaden: Dieterich'sche Verlagsbuch, 1949. Русский перевод: A. Зоммерфельд. Электродинамика. — М.: Изд-во иностр. лит-ры, 1958.
  - A. Sommerfeld. Band 4: Optik. — Wiesbaden: Dieterich'sche Verlagsbuch, 1950. Русский перевод: A. Зоммерфельд. Оптика. — М.: Изд-во иностр. лит-ры, 1953.
  - A. Sommerfeld. Band 5: Thermodynamik und Statistik. — Wiesbaden: Dieterich'sche Verlagsbuch, 1952. Русский перевод: A. Зоммерфельд. Термодинамика и статистическая физика. — М.: Изд-во иностр. лит-ры, 1955.
  - A. Sommerfeld. Band 6: Partielle Differentialgleichungen der Physik. — 2 Auf. — Leipzig, 1948. Русский перевод: A. Зоммерфельд. Дифференциальные уравнения в частных производных физики. — М.: Изд-во иностр. лит-ры, 1950.
- A. Sommerfeld. Atombau und Spektrallinien. — 7 Auf. — Braunschweig: Friedr. Vieweg & Sohn, 1950. — Bd. 1. Русский перевод: A. Зоммерфельд. Строение атома и спектры. — М.: Гостехиздат, 1956. — Т. 1.
- A. Sommerfeld. Atombau und Spektrallinien. — 2 Auf. — Braunschweig: Friedr. Vieweg & Sohn, 1951. — Bd. 2. Русский перевод: A. Зоммерфельд. Строение атома и спектры. — М.: Гостехиздат, 1956. — Т. 2.
- A. Einstein, A. Sommerfeld. Briefwechsel. Sechzig Briefe aus dem goldenen Zeitalter der modernen Physik / Ed. A. Hermann. — Basel, Stuttgart, 1968.
- A. Sommerfeld. Wissenschaftlicher Briefwechsel, Band 1: 1892–1918 / Ed. M. Eckert, K. Märker. — Berlin, Diepholz, Munich: Deutsches Museum, GNT-Verlag, 2000.
- A. Sommerfeld. Wissenschaftlicher Briefwechsel, Band 2: 1919–1951 / Ed. M. Eckert, K. Märker. — Berlin, Diepholz, Munich: Deutsches Museum, GNT-Verlag, 2004.

- A. Sommerfeld. Die willkürliche Funktion in der mathematischen Physik (Dissertation). — Königsberg, 1891.
- A. Sommerfeld. Mathematische Theorie der Diffraction // Mathematische Annalen. — 1896. — Bd. 47. — S. 317—374.
- A. Sommerfeld. Über die Fortpflanzung elektrodynamischer Wellen längs eines Drahtes // Annalen der Physik. — 1899. — Bd. 303 (67). — S. 233—290.
- A. Sommerfeld. Zur Elektronentheorie (3 Teile) // Nachr. Ges. Wiss. Göttingen. — 1904—1905. — S. 99—130, 363—439, 201—235.
- A. Sommerfeld. Ein Beitrag zur hydrodynamischen Erklärung der turbulenten Flüssinkeitsbewegung // Proceedings of the 4th International Mathematical Congress, Rome 1908. — 1909. — Vol. 3. — P. 116—124.
- A. Sommerfeld. Über die Ausbreitung der Wellen in der drahtlosen Telegraphie // Annalen der Physik. — 1909. — Bd. 333 (28). — S. 665—736.
- A. Sommerfeld. Über die Zusammensetzung der Geschwindigkeiten in der Relativitätstheorie // Physikalische Zeitschrift. — 1909. — Bd. 10. — S. 826. Русский перевод: А. Зоммерфельд. О сложении скоростей в теории относительности // УФН. — 2010. — Т. 180. — С. 970—972.
- A. Sommerfeld. Zur Relativitätstheorie. I. Vierdimensionale Vektoralgebra // Annalen der Physik. — 1910. — Bd. 337 (32). — S. 749—776.
- A. Sommerfeld. Zur Relativitätstheorie. II. Vierdimensionale Vektoranalysis // Annalen der Physik. — 1910. — Bd. 338 (33). — S. 649—689.
- A. Sommerfeld. Die Greensche Funktion der Schwingungsgleichung // Jahresbericht der Deutschen Mathematiker-Vereinigung. — 1912. — Bd. 21. — S. 309—353.
- A. Sommerfeld. Zur Quantentheorie der Spektrallinien // Annalen der Physik. — 1916. — Bd. 356 (51). — S. 1—94.
- A. Sommerfeld. Zur Theorie des Zeemaneffektes der Wasserstofflinien, mit einem Anhang über die Starkeffekte // Physikalische Zeitschrift. — 1916. — Bd. 17. — S. 491—507.
- A. Sommerfeld. Allgemeine spektroskopische Gesetze, insbesondere ein magnetooptischer Zerlegungssatz // Annalen der Physik. — 1920. — Bd. 368 (63). — S. 221—263.
- A. Sommerfeld. Zur Elektronentheorie der Metalle auf Grund der Fermischen Statistik. I. Teil: Allgemeines, Strömungs- und Austrittsvorgänge // Zeitschrift für Physik. — 1928. — Bd. 47. — S. 1—32.
- A. Sommerfeld. Zur Elektronentheorie der Metalle auf Grund der Fermischen Statistik. II. Teil: Thermo-elektrische, galvano-magnetische und thermo-magnetische Vorgänge // Zeitschrift für Physik. — 1928. — Bd. 47. — S. 43—60.
- A. Sommerfeld. Über die Beugung und Bremsung der Elektronen // Annalen der Physik. — 1931. — Bd. 403 (11). — S. 257—330.
- A. Sommerfeld, H. Bethe. Elektronentheorie der Metalle // Handbuch der Physik. — 1933. — Bd. 24. — S. 333—622. Русский перевод: Г. Бете, A. Зоммерфельд. Электронная теория металлов. — М.: Гостехиздат, 1938.

- А. Зоммерфельд. Современное состояние атомной физики // УФН. — 1927. — Т. 7. — С. 167.
- А. Зоммерфельд. Магнетизм и спектроскопия // УФН. — 1932. — Т. 12. — С. 320—342.
- А. Зоммерфельд. Тонкая структура водородных линий. История и современное состояние теории // УФН. — 1940. — Т. 24. — С. 514—526.
- A. Зоммерфельд. Пути познания в физике: сб. статей. — М.: Наука, 1973.